# Krucifix (Nová Ves u Chotěšic)
Krucifix stojí na návsi v Nové Vsi, spadající pod obec Chotěšice v okrese Nymburk. Jedná se o 4 metry vysoký barokní pískovcový kříž, vztyčený v roce 1845. Od 9. února 1987 je toto kvalitně provedené východočeské kamenické dílo kulturní památkou.

## Historie a popis
Pískovcový kříž na dvoustupňovém základu stojí na návsi v Nové Vsi u Chotěšic. Měří přibližně 4 metry a byl postaven roku 1845 Aloisem Kofránkem z Újezda. Na čelní straně soklu stojí nápis: Sláwa, chwála a čest buď Tobě / Králi, Kryste Spasiteli. I,, / Odstup od nás, abychom se n / čem chlubili, gedině w křjži Pana / našeho Ježjše Krysta. Dle Galat. VI.14. Dále je na čelní straně v obdélném rámu reliéf Panny Marie Bolestné, pod ním rostlinný motiv a ze stran pilastry. Ze zadní strany se dozvídáme o stavbě kříže nákladem místní obce a jeho obnově v roce 1868 F. Bydžovským. Horní díl má fabionovou římsu s oblounem. Vespod má tvar trojúhelníkové stříšky a je na něm vyveden reliéf Božího oka. Na vrcholu se nachází kříž s kamenným korpusem.